# Висим (приток Северной Сосьвы)
Виси́м (также Висум) — река в России, протекает по Берёзовскому району Ханты-Мансийского автономного округа. Образуется слиянием рек Большой Висим и Средний Висим. Устье реки находится в 552 км по правому берегу Северной Сосьвы. Длина — 214 км, площадь водосборного бассейна — 4220 км². Крупнейший приток — река Хура.

## Притоки
- 15 км: Урайпатъя
- 19 км: Салыколъя
- 29 км: Хура
- 48 км: Питинг
- 68 км: Поратынгъя
- 114 км: река без названия
- 139 км: река без названия
- 203 км: Висимсоим
- Малый Висим
- 214 км: Большой Висим
- 214 км: Средний Висим

## Данные водного реестра
По данным государственного водного реестра России относится к Нижнеобскому бассейновому округу, водохозяйственный участок реки — Северная Сосьва, речной подбассейн реки — Северная Сосьва. Речной бассейн реки — (Нижняя) Обь от впадения Иртыша.